# جایزه بزرگ فرانسه ۱۹۶۴
جایزه بزرگ فرانسه ۱۹۶۴ (انگلیسی: ‎1964 French Grand Prix‎) یک مسابقهٔ موتوری در رشتهٔ اتومبیل‌رانی فرمول یک بود که در تاریخ ۲۸ ژوئن ۱۹۶۴ در قوایه-لیس-سارتس واقع در روان، فرانسه برگزار شد. این گراند پری در میان ۱۰ گراند پری در فصل ۱۹۶۴، مسابقهٔ شمارهٔ ۴ بود.
در این مسابقه که در ۵۷ دور و به مسافت ۳۷۲٫۸۹۴ کیلومتر (۲۳۱٫۷۰۶ مایل) برگزار شد، پول پوزیشن توسط جیم کلارک کسب شد و سریع‌ترین زمان برای طی یک دور پیست که برابر با ۲:۱۱٫۴ بود نیز توسط جک برابام به ثبت رسید.
دن گرنی از تیم برابام-کلیمکس، گراهام هیل از تیم بی‌آرام و جک برابام از تیم برابام-کلیمکس به‌ترتیب مقام‌های اول تا سوم مسابقه را کسب کردند.

## رده‌بندی قهرمانی پس از مسابقه
|       | جایگاه | راننده      | امتیاز |
| ----- | ------ | ----------- | ------ |
|       | ۱      | جیم کلارک   | ۲۱     |
|       | ۲      | گراهام هیل  | ۲۰     |
|       | ۳      | ریچی گینتر  | ۱۱     |
|       | ۴      | پیتر آروندل | ۱۱     |
| ۷     | ۵      | دن گرنی     | ۱۰     |
| منبع: |        |             |        |

|       | جایگاه | سازنده        | امتیاز |
| ----- | ------ | ------------- | ------ |
|       | ۱      | لوتوس-کلیمکس  | ۲۵     |
|       | ۲      | بی‌آرام        | ۲۱     |
| ۲     | ۳      | برابام-کلیمکس | ۱۴     |
| ۱     | ۴      | کوپر-کلیمکس   | ۹      |
| ۱     | ۵      | فراری         | ۶      |
| منبع: |        |               |        |

یادداشت
- تنها پنج جایگاه نخست از هر رده‌بندی نمایش داده شده‌است.